# Svatá Valburga

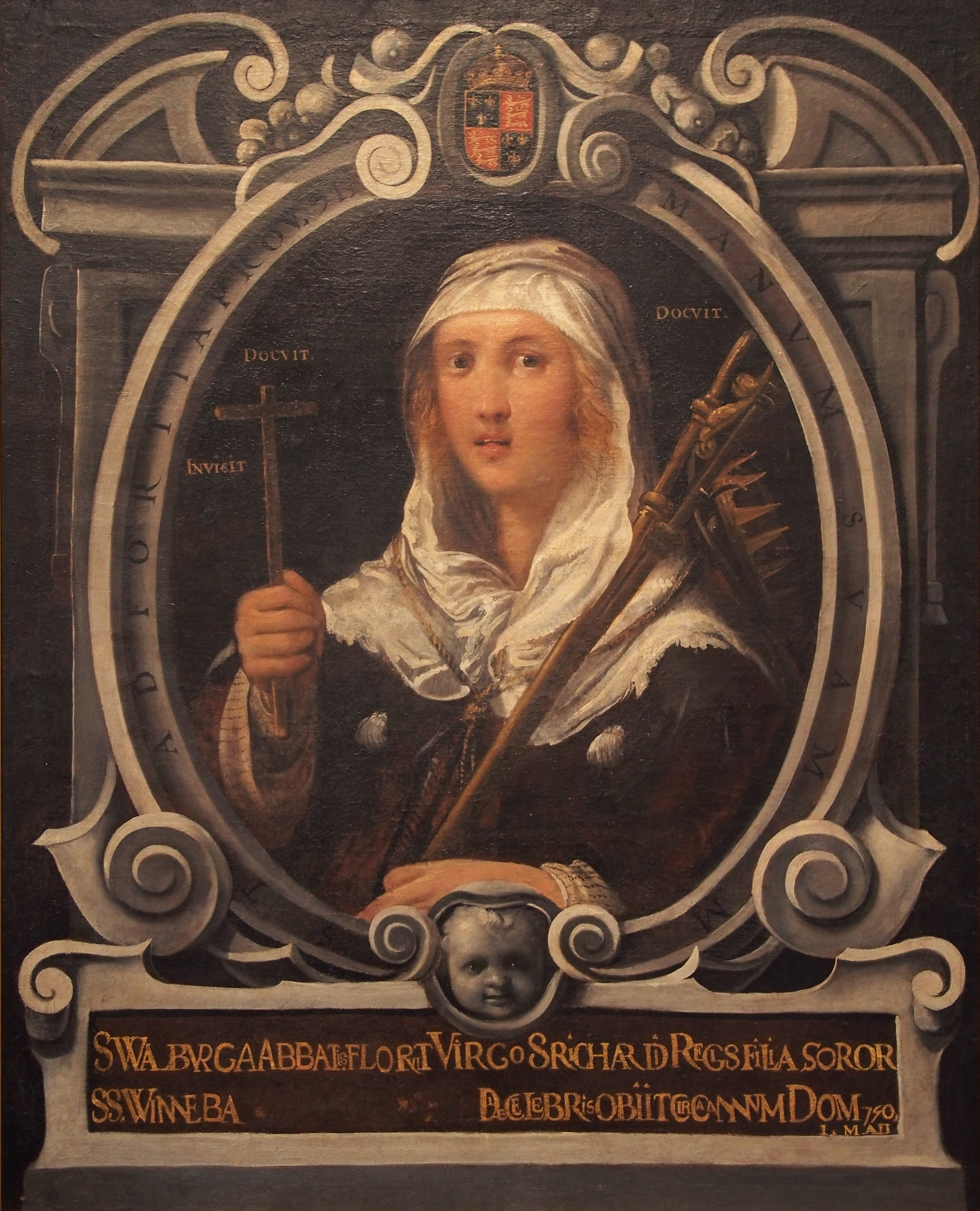
Juan de Roelas, Sv. Valburga jako abatyše, malba v klášterním kostele sv. Michala ve Valladolidu, z r. 1605

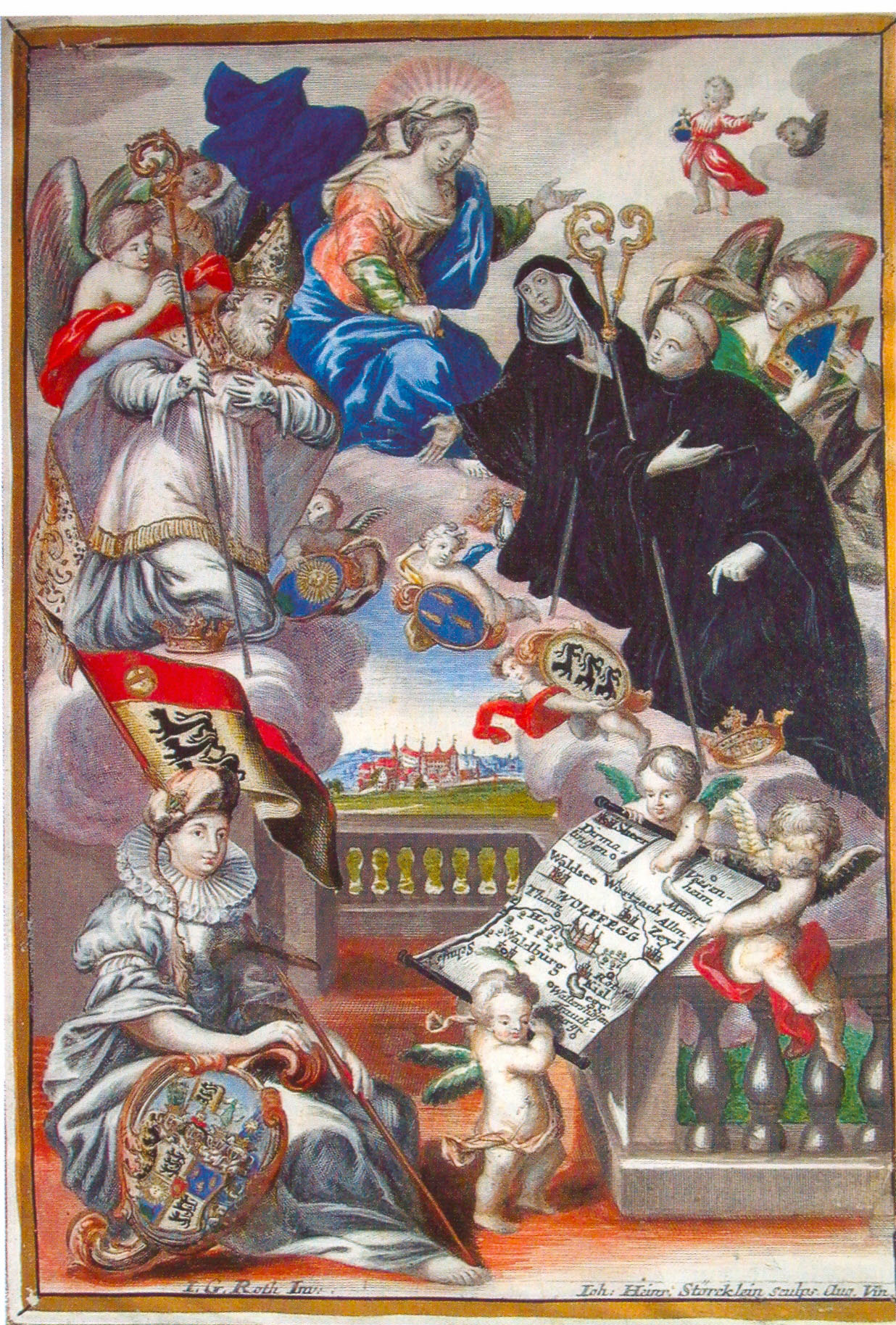
Panna Marie uctívána svatými sourozenci, zleva sv. biskup Wilibald, v černé kutně sv. Valburga a sv. mnich Wunibald, dole donátorka kněžna z Waldburgu, malba z r. 1728

Svatá Valburga (Valborg, Walburga, Waltpurde, lat. Walpurgis, Walpurga, fr. Vaubourg, Falbourg, v Normandii Gauburge – tj. pevný hrad) (kolem 710 Wessex – 25. únor 779, podle jiných zdrojů 780 Heidenheim) byla anglosaská princezna; činná jako misionářka, řeholnice řádu benediktinek a abatyše německého kláštera Heidenheim. Je uctívána katolickou církví jako světice.

## Život
Narodila se v anglosaské říši jako šlechtická dcera, pravděpodobně jako jedno z mnoha dětí západosaského křesťanského krále Richarda z Wessexu a jeho ženy Wuny. Její otec se později vydal na pouť, byl svatořečen. Valburga je také považována za neteř svatého Bonifáce. V dětském věku, v 10 nebo v 11 letech, byla přijata na výchovu a vzdělání do kláštera Wimborne v Dorsetu. Tam strávila 26 let. Abatyše Tetta ji připravila na dráhu misionářky pro německojazyčné země.
Její dva bratři Wunibald a Wilibald z Eichstättu se po vzoru strýce Bonifáce rovněž stali misionáři. Putovali nejdříve do Říma, Willibald odtamtud dále do Jeruzaléma. Na papežovu žádost byli vysláni na jihoněmecká území: Wunibald do Heidenheimu ve Frankách a Wilibald do Eichstättu, kde založil biskupství a 45 let tam působil jako biskup.
Po bratrech opustila vlast také Valburga, přeplavila se přes kanál a v doprovodu dalších řeholnic došla do Antverp. Provázela ji Hugeburka, která později napsala životopisnou legendu o Valburce a jejích bratrech Wilibaldovi a Wunibaldovi, dále jejich příbuzná Lioba z Tauberbischofsheimu, a další sestry. Prožily na moři bouři, kterou Valburga překonala modlitbou. Proto je uctívána jako patronka cestujících na lodi a patronka proti námořní bouři.
Působila v klášteře v Tauberbischofsheimu, který vedla Lioba. Po smrti bratra Wunibalda v Heidenheimu roku 761 převzala Valburga jeho mužský klášter a misijní stanici. Rozšířila je o ženský klášter, v té době jeden z nejvýznamnějších v křesťanské střední Evropě.
Walburžin první životopisec Wolfhard z Herriedenu kolem roku 900 ji označil za divotvůrkyni a popsal některé její zázraky. Podle něj zachránila dítě před smrtí hladem a při další cestě za nemocnou dívkou byla napadena psy, před nimiž ji ochránila modlitba. Podle jiných verzí zachránila dítě ze zubů zuřivého psa, uzdravila mnohé nemocné děti a šestinedělky. Proto je jejich patronkou.
Datum úmrtí je 25. únor 779 nebo 780, ke smrti ji zaopatřil bratr Willibald. Oba byli později pohřbeni v Heidenheimu. O sto let později byla jejich těla přenesena do Eichstättu.

## Úcta
Svatořečení se slaví 1. května, respektive již v předvečer 30. dubna, jindy se slaví den úmrtí 25. února nebo svátek translace relikvií 25. dubna. Za svatou ji prohlásil roku 870 papež Hadrián II. u příležitosti přenesení Valburžina těla.. Svátek se slaví vždy v benediktinských klášterech, v 11. století se o jeho šíření zasloužil kolínský arcibiskup Anno II., který Valburžinu lebku a berlu donesl roku 1069 na horu Walberberg. Dalším centrem jejího kultu byl klášter Monheim ve Švábsku.
Patronka proti hladu, nouzi a nemocem (moru, kašli). Její socha v černé kutně s holí abatyše ovinutou hadem jako symbolem zdraví stávala v lékárnách, někdy držela v ruce klíč od lékárny. Prodával se hojivý olej, který údajně prýštil z kamene, pod kterým byla pohřbena. Bývá uctívána také v Česku, Rakousku, Anglii, Belgii, Nizozemí, v severní Francii a Španělsku (zejména ve městech Chester, Antverpy, Gröningen, Oudenaarde, Weilburg, Veurne), v klášterech v Essenu, Heiligenkreuzu či v Meschede, v katedrálách v Münsteru či Valladolidu). Na venkově, hlavně na horách, se stavěly poutní Valpuržiny kaple, také na Svatojakubské cestě. Je jí zasvěcena zámecká kaple v Hrádku u Sušice, její sochu najdete i na hradě Valdštejn u mostu.